# Sistema de reparo às lesões causadas por radicais livres
Embora existam muitos sistemas de defesa, algum dano ainda ocorre nos seres vivos, contribuindo para o processo de envelhecimento dos mesmos. Existem alguns sistemas envolvidos no reparo de danos causados por reações de radicais livres, tais como:
- Reparo em proteínas e aminoácidos – Nos aminoácidos e proteínas, os radicais livres podem reagir na cadeia lateral, onde atacam preferencialmente cisteína, histidina, triptofano, metionina e fenilalanina e, em menores proporções, arginina e asparagina. Os ataques aos aminoácidos que compõem as proteínas podem gerar danos como clivagens de ligações com ou sem geração de fragmentos e ligações cruzadas, o que pode ter como conseqüência perda de atividade enzimática, dificuldades no transporte ativo através das membranas celulares, citólise e morte celular. O ataque ocorre por adição do radical ou por abstração de hidrogênio. A ação de radicais sobre o aminoácido metionina pode provocar sua oxidação à metionina sulfóxido. Muitos organismo possuem uma enzima, a metionina sulfóxido redutase, que reduz a metionina sulfóxido à metionina novamente, restabelecendo a proteína danificada.
- Reparo ao DNA – Radicais livres geram bases danificadas (principalmente transversões) e quebras de filamentos simples e duplos, mas existem sistemas de reparo e de proteção, como as histonas que são proteínas associadas ao DNA que não está sendo replicado e ajudam na proteção contra a ação de radicais livres. O principal mecanismo de reparo é a excisão de bases danificadas que é desempenhada por enzimas glicosilases que hidrolisam a ligação glicosídica entre a base nitrogenada danificada e a molécula de desoxirribose, seguida pelo preenchimento da região com a base correta por ação da DNA-polimerase.